# Мулькевич Карло
Мулькевич Карло (1904—1995) — український поет.

## З біографії
Народ. 1904 р. у Боянці (Галичина). Був видавцем і редактором «Спортових вістей» (1931—1933), створив «Українське видавництво».
У часі війни — сотник УПА, член бельгійського протинімецького підпілля. Після війни емігрував з України, поселився у м. Торонто і відновив видання «Спортових вістей».

## Творчість
Автор книжки мініатюр «Фрагменти революції» (1927).